# Coregonus alpenae
Coregonus alpenae és una espècie extinta de peix de la família dels salmònids i de l'ordre dels salmoniformes. Es trobava a Nord-amèrica: Grans Llacs d'Amèrica del Nord (llacs Michigan i Huron).
Els mascles podien assolir els 45,6 cm de llargària total.